# 聖馬利亞堂 (香港)
聖馬利亞堂，又稱聖公會聖馬利亞堂，是香港聖公會在港島東區發展傳敎事工第一所的教會，於1911年成立，位於銅鑼灣大坑道2A號近東院道及銅鑼灣道交界，現時為香港聖公會香港島教區的教堂。
聖馬利亞堂是香港港島僅存的糅合中國特色和文藝復興建築風格的教堂，現被列為香港一級歷史建築。

## 歷史

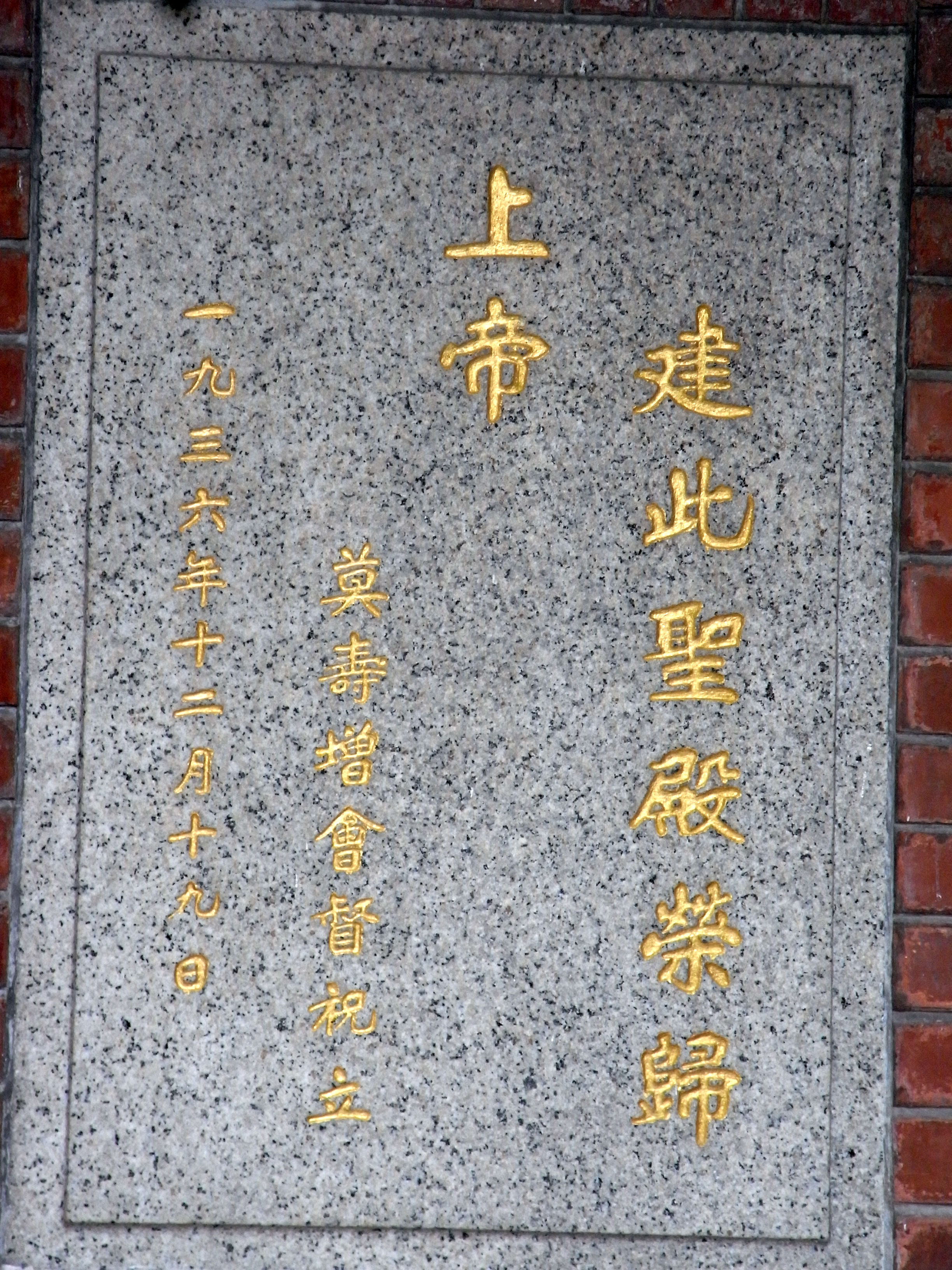
基石列明奠基於1936年

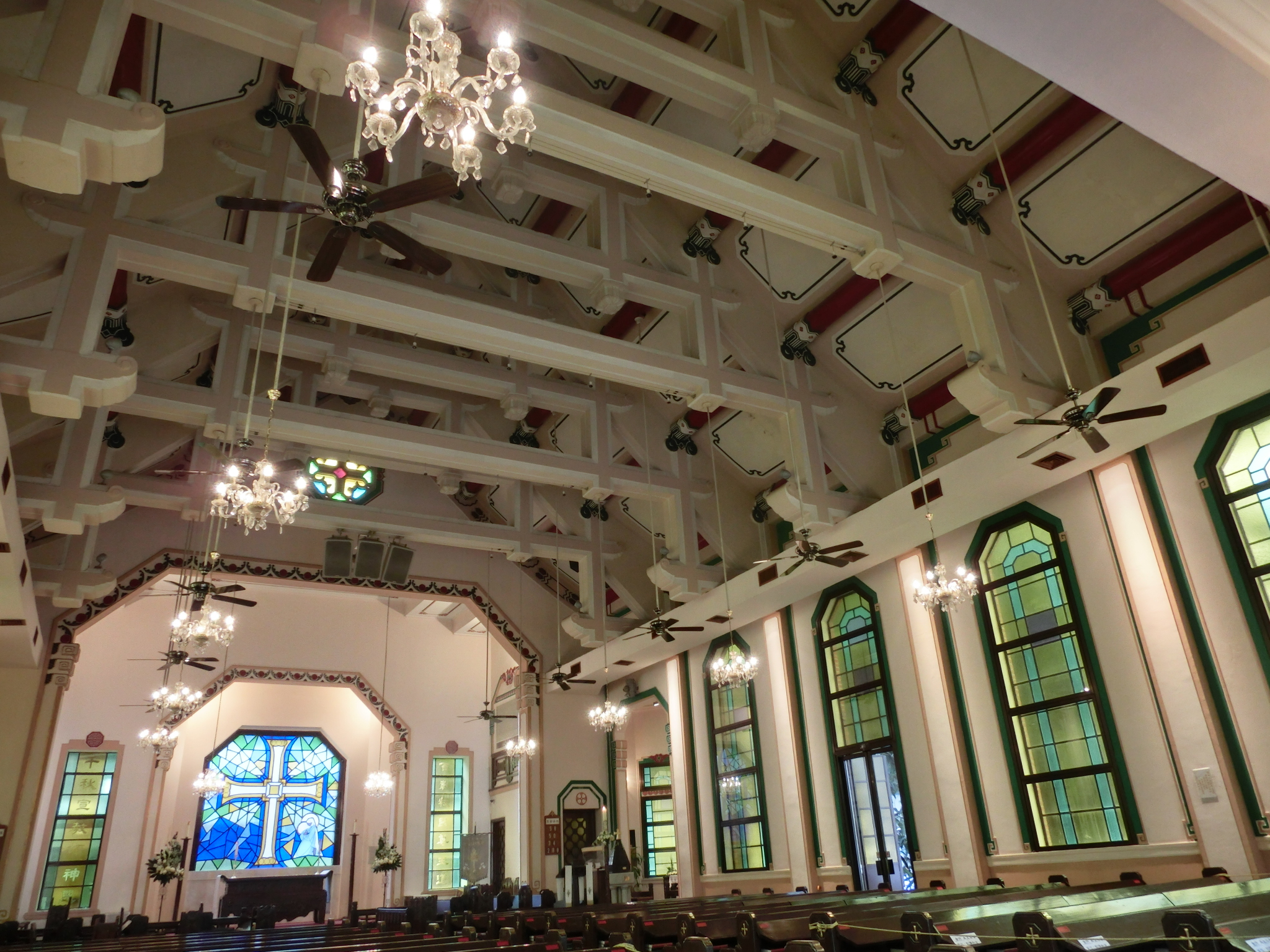
內景

20世紀初聖公會港粵教區在銅鑼灣設立「晏氏棲留院」（The Eyre Diocesan Refuge for Destitute Woman），收容無依婦女，使她們獲得安身之所，並教以識字和求生的技能。其時倫義華會督（Bishop Gerard Health Lander）使用英國聖公會於1930年捐港感恩奉獻的960元，在銅鑼灣購地皮一塊，再以3550元興建小禮拜堂，主要供晏氏棲留院婦女聚會之用，致有聖馬利亞堂之定名。
當初聖馬利亞堂所處社區一帶頗為荒涼，及後香港人口有東遷趨勢，加上鄰近小型工業區，信徒日漸增加，到1920年會友已達600之眾。由於堂址不敷應用，1930年杜培義會督（Bishop Charles Ridley Duppuy）發起建堂計劃，並向政府購地6000餘尺。
1933年何明華會督（Bishop Ronald Owen Hall）就任第七位會督，翌年委派李求恩牧師為聖馬利亞堂主任，推進建堂工作。由於1930年代中國教會力倡教會本地化，故在建堂設計上是採用中國古典建築型制，預算建築費為6萬元，於1936年9月12日動土興建，翌年12月23日由何明華、莫壽增兩會督主持開幕大典，於1940年12月20日舉行三十周年及獻堂禮。
1999年香港政府削去聖堂前面地段，另補後面地段，故聖堂也需增加建築。戰後復元，於1949年3月25日舉行祝聖大典。1953年張綠薌牧師就主任職，倡議興辦幼稚園及興建牧師宿舍。翌年黃蒲霖牧師繼任，首先興辦小學，校舍於1959年2月竣工；1963年籌辦中學，明年即告落成，使教育工作與傳道工作得以配合，而莫慶堯中學亦已遷往九龍荔枝角海麗邨。

## 建築特色
聖馬利亞堂由周耀年李禮之畫則設計負責，現時為香港現存兩座中國文藝復興式教堂之一（另一座是九龍馬頭圍的聖三一座堂）。其建築特色是中西合壁：正面外牆仿照中國古廷設計，大門前有數十級石階，而建築物內部則採用西方傳統教堂的設計。

## 圖片

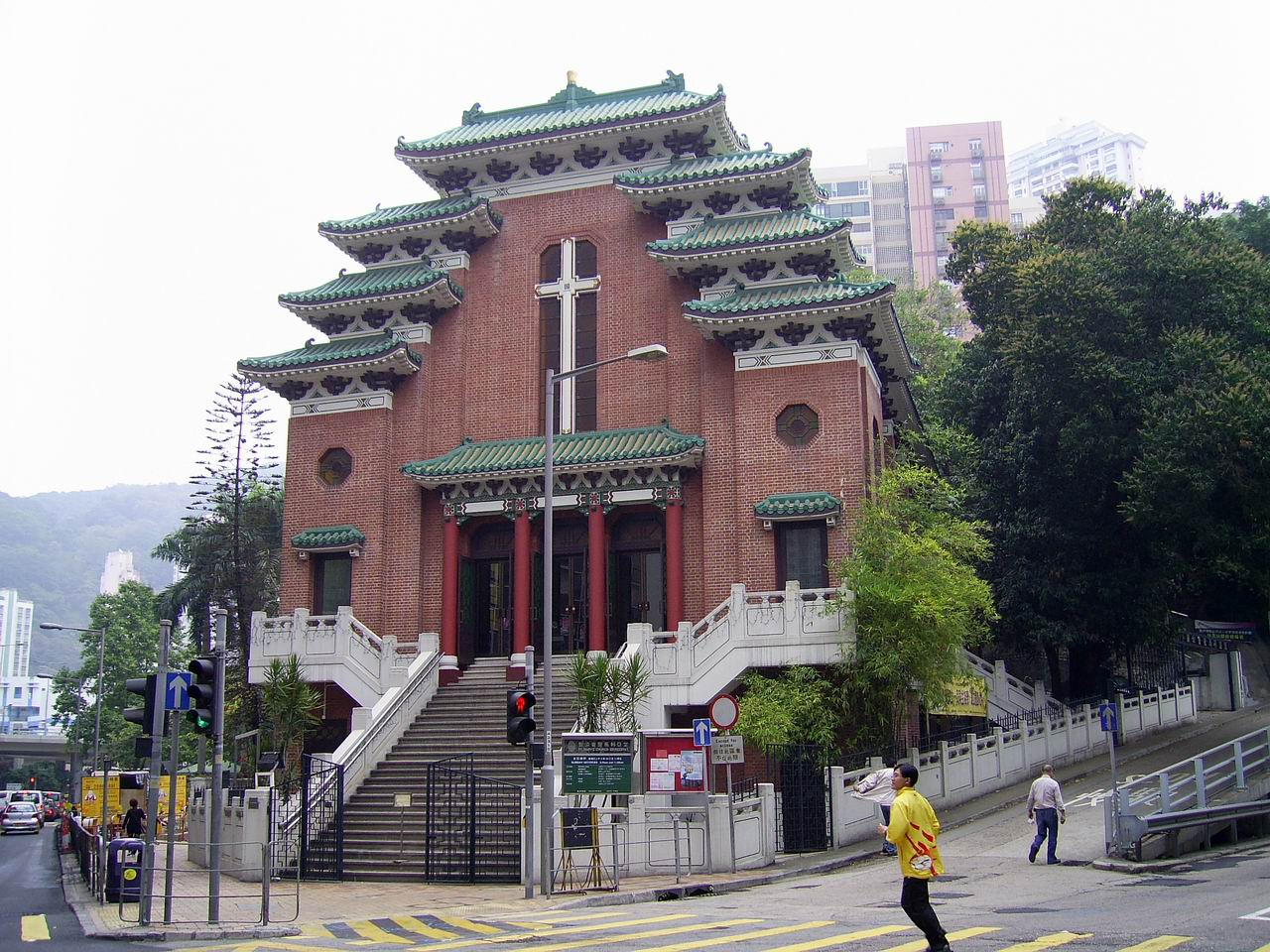
聖馬利亞堂位於銅鑼灣道
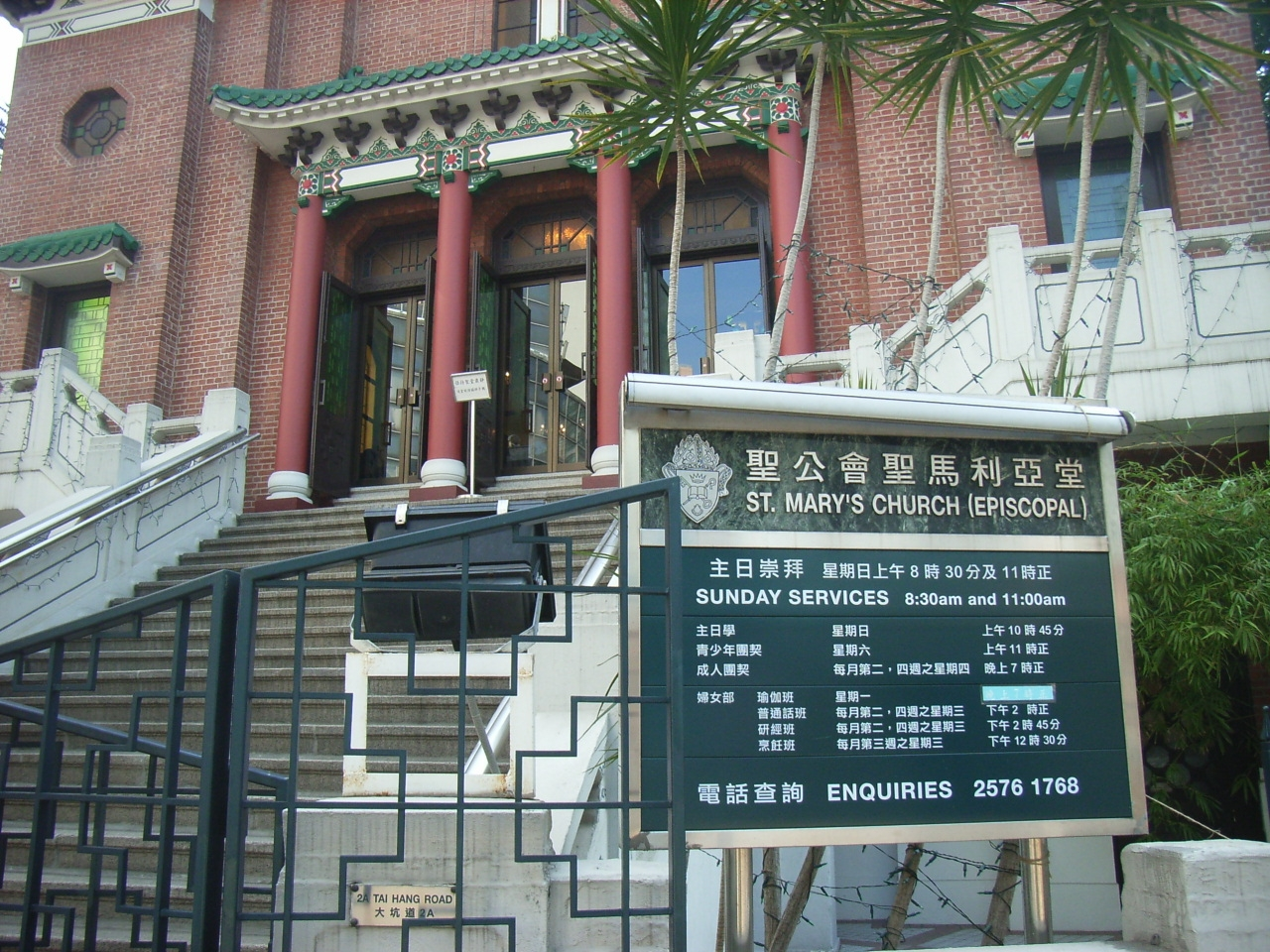
聖馬利亞堂正門外的時間表
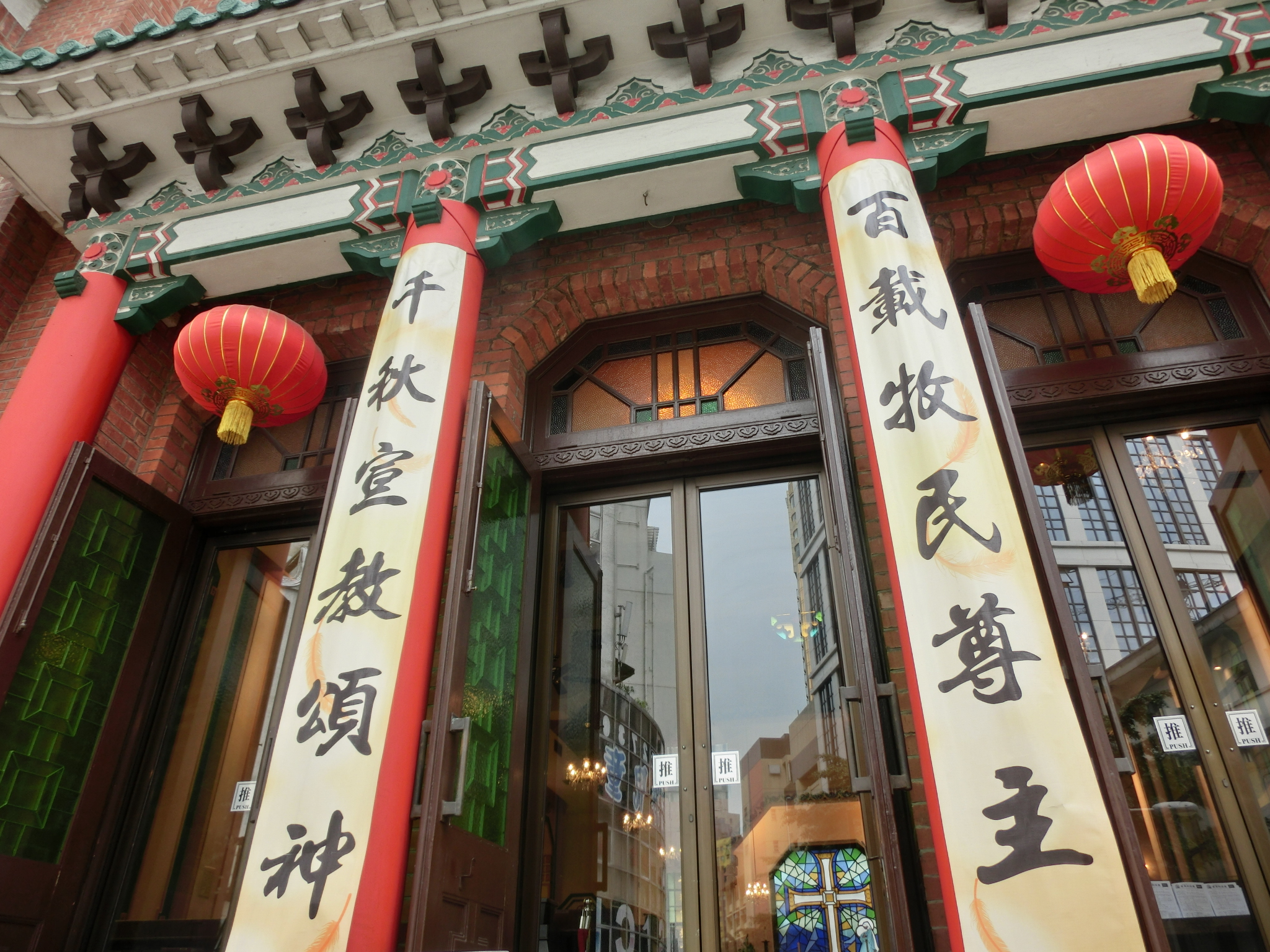
聖馬利亞堂正門對聯
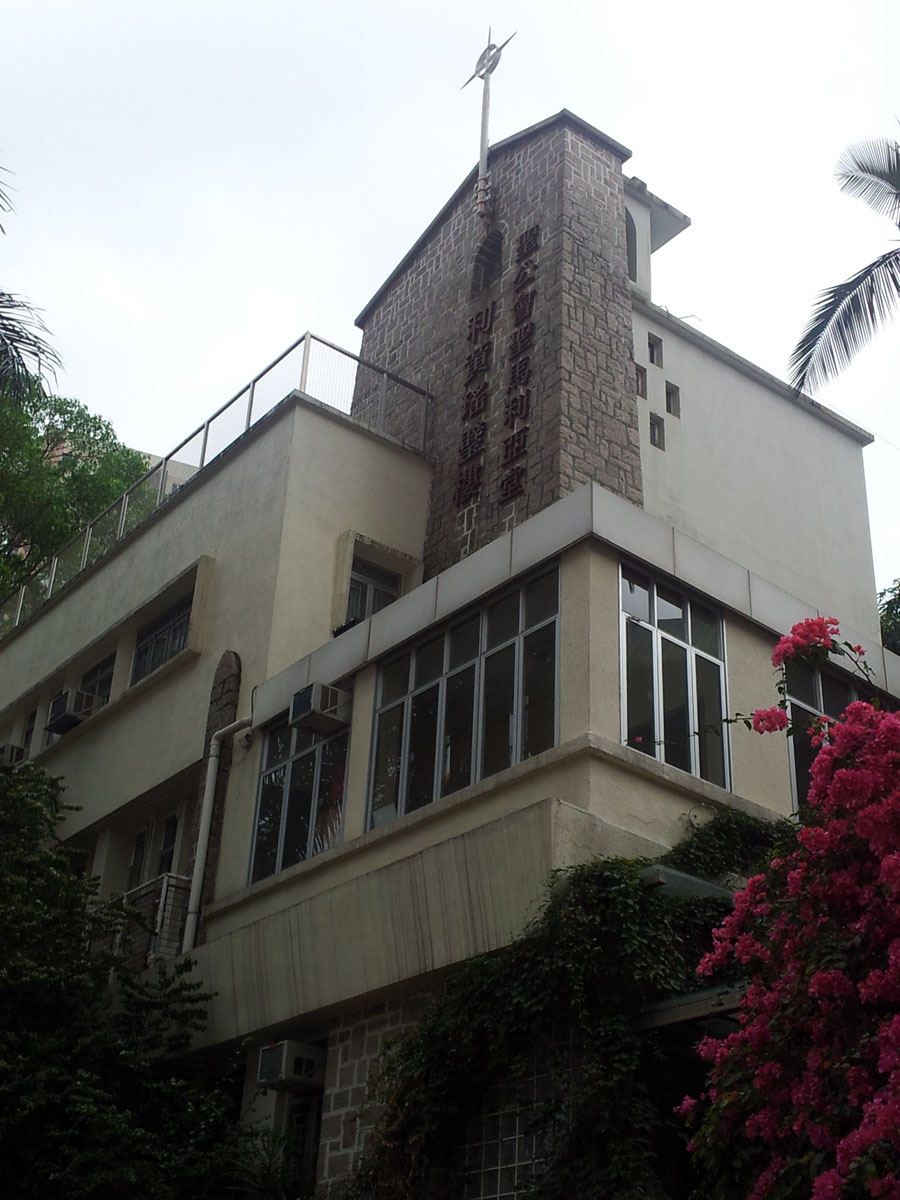
新座利黃瑤璧樓

## 外部連結
- 聖馬利亞堂 （页面存档备份，存于）